# Robert Mandla
Robert Mandla (ur. 30 grudnia 1976 w Bytomiu) – polski hokeista.

## Kariera
- Polonia Bytom (1995-1999)
- OMT Opole (1999-2000)
- Zagłębie Sosnowiec (2000-2001)
- Polonia Bytom (2001)
- SKH Sanok (2001-2002)
- Polonia Bytom (2002-2007, 2008-2012)

Był zawodnikiem Polonii Bytom. Po wycofaniu się tego zespołu z rozgrywek PLH 2001/2002 reprezentował SKH Sanok w sezonie 2001/2002. Później ponownie był zawodnikiem Polonii, zaś od 2007 do 2008 nie grał.

## Osiągnięcia
Klubowe
- Złoty medal I ligi: 2001 z Zagłębiem Sosnowiec